# میریام کاتماندا
میریام کاتماندا (انگلیسی: Miriam Katamanda؛ زادهٔ ۲۵ اکتبر ۱۹۹۱) بازیکن فوتبال است.
وی همچنین در تیم ملی فوتبال Zambia بازی کرده‌است.